# Saulgrubmühle
Saulgrubmühle ist ein Ortsteil der oberbayerischen Gemeinde Saulgrub im Landkreis Garmisch-Partenkirchen. Die Einöde liegt etwa 750 Meter nordöstlich der Ortsmitte von Saulgrub auf einer Höhe von 848 m ü. NHN. Östlich von Saulgrubmühle liegt der Ortsteil Rochusfeld der Nachbargemeinde Bad Kohlgrub.